# Bitva u Fontenoy
Bitva u Fontenoy (11. května 1745) byla vojenským střetnutím v rámci války o rakouské dědictví na hranicích Francie a Belgie (tehdejší Rakouské Nizozemí). Bitva se odehrála u vesnice Fontenoy poblíž Tournai mezi Francií na straně jedné a Velkou Británií, Rakouskem, Hannoverskem, Nizozemím a Dánskem na straně druhé. Různé zdroje se odlišují v odhadech síly jednotlivých armád, ale celkově se bojů zúčastnilo přes 100 000 vojáků z různých zemí a jednalo se o jednu z největších bitev dynastických válek 18. století v Evropě. Vrchními veliteli na obou stranách byli princové královské krve, francouzskou armádu vedl maršál Mořic Saský, levoboček polského krále Augusta II., velením spojenecké (tzv. pragmatické) armády byl pověřen nepříliš zkušený čtyřiadvacetiletý vévoda z Cumberlandu, nejmladší syn britského krále Jiřího II. Bitva skončila vítězstvím Francie a v dlouhodobém horizontu umožnila francouzskou okupaci Rakouského Nizozemí na několik let. Psychologický dopad francouzského triumfu byl zdůrazněn osobní přítomností krále Ludvíka XV., i když do průběhu bitvy nijak nezasahoval

## Předehra

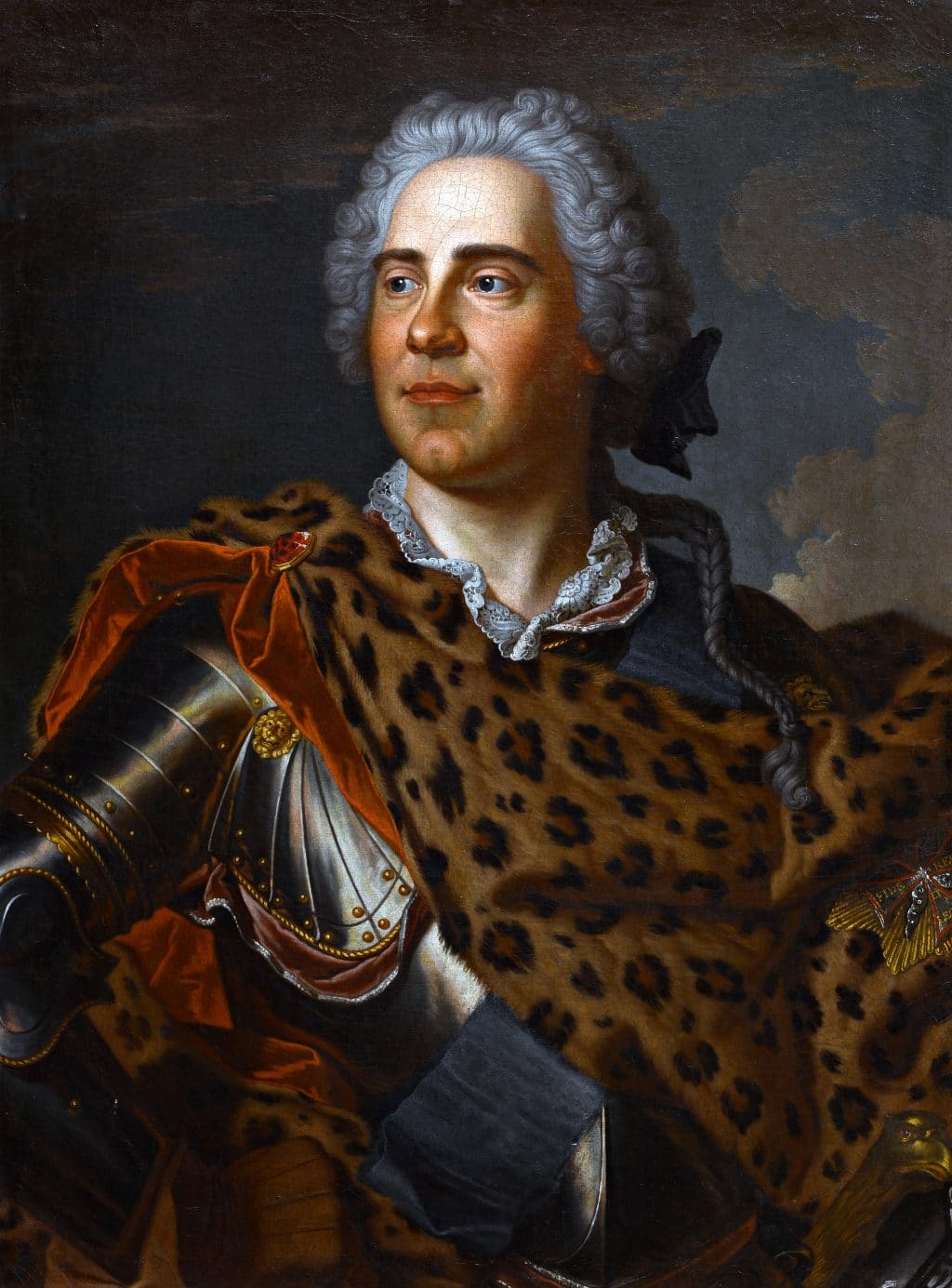
Maršál Francie Mořic Saský (1696–1750), francouzský vrchní velitel a vítěz bitvy u Fontenoy

Druhá fáze války o rakouské dědictví začala v létě 1744 opětovným vpádem pruského krále Fridricha II. do Čech, vojska Marie Terezie musela v té době bojovat na několika frontách, operace probíhaly v Čechách, Porýní nebo severní Itálii. Pruským spojencem byla tehdy Francie a francouzská válečná strana zosobněná dvojicí bratrů Argensonů ovládajících ministerstvo války a zahraničí směřovala koncem roku 1744 k válečnému tažení ve Flandrech. Prioritou bylo pokořit britskou armádu v Evropě, která v předešlém roce 1743 uštědřila Francouzům porážku u Dettingenu, Británie byla navíc jako hospodářsky prosperující námořní velmoc hlavním finančním zdrojem spojenecké (tzv. pragmatické) armády. Vrchním velením byl pověřen princ Mořic Saský, který si jako poradce vybral dánského válečníka Ulricha Löwendala, žoldnéře několika armád. Spolu vypracovali plán tažení, které mělo začít v dubnu 1745 a jeho cílem byla pevnost Tournai na hranicích Francie a Rakouského Nizozemí. Tournai hájil sedmitisícový sbor generála van Dortha, jemuž na pomoc směřovala spojenecká armáda pod vrchním velením vévody z Cumberlandu. Dalšími veliteli spojeneckých vojsk byli za Rakousko polní maršál hrabě Lothar Königsegg-Rothenfels (1673–1751), za Nizozemí kníže Karel August Waldeck (1704–1763) a za hannoverské kurfiřtství generál Franz Karl von Wendt (1675–1748). K dispozici jim byl ještě záložní sbor dánské armády pod vedením generála Johanna George Moltke (1703–1764), který v prostoru kolem Fontenoy před bitvou prováděl průzkumné manévry.
Obě znepřátelené armády se k sobě začaly přibližovat začátkem května 1745, ale i když oba vrchní velitelé měli dobré informátory, docházelo k častým zmatkům ohledně pozic nepřátelských sborů. Do Tournai přijel 8. května francouzský král Ludvík XV., který chtěl být osobně přítomen rozhodující bitvě. Doprovázel jej dauphin Ludvík a po téměř 400 letech to byl jediný případ, kdy se bitvy zúčastnil francouzský panovník s následníkem trůnu. K prvním menším střetům došlo 10. května, hlavní bitva byla ale naplánována až na následující den 11. května, prostor kolem vesnice Fontenoy jako bojiště určil Mořic Saský.

## Průběh bitvy

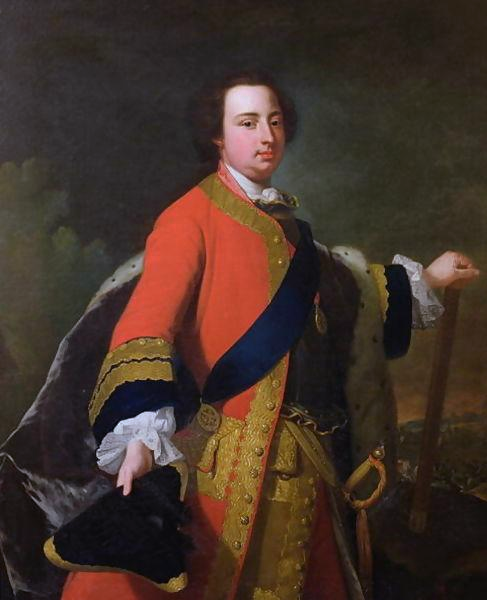
Vévoda z Cumberlandu (1721–1765), vrchní velitel spojeneckých vojsk

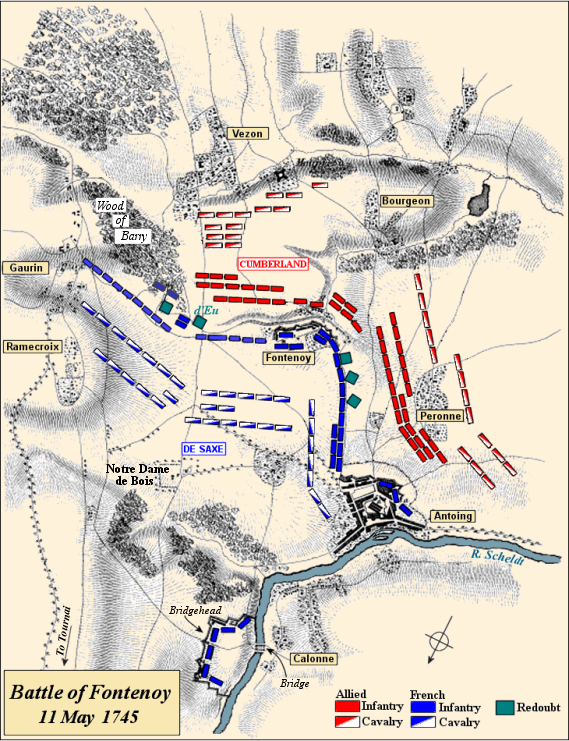
Plán bitvy u Fontenoy

Ve dvě hodiny ráno v úterý 11. května začaly britské, hannoverské a rakouské jednotky postupovat k francouzskému polnímu opevnění soustředěnému do tvaru trojúhelníku. Dělostřelecká palba se ozvala poprvé v pět hodin ráno, ovšem bez většího účinku, protože znepřátelené jednotky byly od sebe ještě příliš vzdálené. Vévoda Cumberland nasadil kromě dělostřelectva pěchotu a jezdectvo, nedařilo se mu ale prorazit francouzské obranné pásmo. Francouzská děla ničila britské a hannoverské jednotky, hned na počátku bitvy byl smrtelně zraněn britský vrchní velitel jezdectva generálporučík James Campbell. Cumberland s obtížemi koordinoval operace jednotek různých národností, mezi jednotlivými veliteli se přemisťoval často pěšky. Mořic Saský se zdržoval na cestě z města Leuze, kde očekával hlavní útok. K tomu skutečně došlo, když se spojencům podařilo podniknout soustředěný útok a pronikli do již zničené vesnice Fontenoy.
Britští a hannoverští vojáci se ve Fontenoy s vysokým nasazením udrželi až do odpoledne, ale v okolí vesnice převážně směrem k lesu Barry probíhaly zuřivé boje, během nichž střídavě získávaly navrch obě strany. Na straně Francouzů se svými rychlými manévry vyznamenalo jezdectvo, jemuž velel generál hrabě d'Estrées a vévoda de Richelieu. Naopak na spojenecké straně se osvědčil vrchní velitel pěchoty generálporučík John Ligonier, který přivodil Francouzům značné ztráty. Mořic Saský musel povolat zálohy pod velením generála Löwendala, do hlavní bojové vřavy pak přijel i Ludvík XV., který osobně nařídil nasazení elitního sboru královské gardy (Maison du Roi). Garda však byla rozprášena a v jejím čele padl i velitel vévoda Louis Antoine de Gramont. Přítomnost Ludvíka XV. s dauphinem v bezprostředním dostřelu britských děl činila starosti Mořicovi Saskému, který cítil zodpovědnost za život francouzského panovníka a následníka trůnu. Ludvík XV. odjel až po poledni do bezpečí za řeku Šeldu. Se střetem elitních sborů britské a francouzské gardy u lesa Barry je spojená historka, upravená v dodnes citovanou legendu. Podle ní stály proti sobě sešikované jednotky pěchoty, jejichž velitelé se podle zažitých pravidel válčení 18. století na dálku uctivě pozdravili. Z britských řad vystoupil podplukovník lord Charles Hay, který zvolal: „Pánové francouzské gardy, palte!“ Francouzská odpověď zněla: „Pánové, my první nestřílíme, palte vy.“
Bitva trvala do dvou hodin odpoledne a přes střídavé úspěchy její rozuzlení přinesla až poslední hodina, kdy se Mořici Saskému podařilo zkoordinovat soustředěný útok podpořený dělostřeleckými zálohami, které povolal vévoda de Richelieu. Francouzi vyhnali spojenecké vojáky z Fontenoy a vévoda Cumberland poté zavelel k ústupu na východ k městu Ath. Francouzi jej pronásledovali, zatímco spojenci na bojišti zanechali značný arzenál, mimo jiné přišli o 35 děl. O výsledku bitvy bylo rozhodnuto a Mořic Saský slavil jeden z největších triumfů své vojenské kariéry. V návaznosti na své další úspěchy pak v roce 1746 obdržel hodnost generalissima (maréchal-général), kterou před ním naposledy užíval vévoda de Villars

## Důsledky
Ztráty na životech byly na obou stranách srovnatelné (Francouzi 7 300 mužů, spojenci 7 500 mužů), ale protože Francouzi uhájili opevněnou linii u Fontenoy a spojenci se stáhli k městu Ath, stala se bitva jednoznačným francouzským vítězstvím. Britové přišli o více než čtyři tisíce vojáků, procentuálně největší ztráty ale měly hannoverské jednotky, v jejichž řadách padla téměř polovina vojáků. Naopak nejmenší ztráty měli Nizozemci, kteří také podle francouzských svědectví bojovali s nevelkým nasazením. Ztráty se na obou stranách nevyhnuly ani velitelskému sboru a padlo několik vojevůdců z řad nejvyšší šlechty. Přímo v bitvě padl francouzský velitel královské gardy vévoda Louis de Gramont (1689–1745). Na následky zranění z bitvy zemřel o několik dní později v Lille generálporučík a verdunský guvernér markýz Étienne le Menestrel de Lutteaux (1680–1745). Na britské straně zahynul vrchní velitel jezdectva generálporučík James Campbell (1680–1745) a jeden z velitelů pěchoty generálmajor Henry Ponsonby (1683–1745).
Bezprostředním dozvukem bitvy u Fontenoy byla kapitulace Tournai (20. června 1745), krátce nato Francouzi dobyli i Gent (15. července 1745). Pád Gentu přičítali Britové příliš slabé aktivitě Nizozemců, což vyústilo ve spory mezi spojenci. Britové následně kritizovali i kroky Marie Terezie, která část rakouských vojsk stáhla do Německa. Vévoda z Cumberlandu nakonec musel s většinou svých vojáků odplout na britské ostrovy, aby bojoval proti poslednímu pokusu o znovunastolení vlády Stuartovců ve Skotsku podporovanému Francií. Tím byly oslabeny spojenecké pozice v severozápadní Evropě a dlouhodobým důsledkem bitvy u Fontenoy tak byla francouzská okupace Rakouského Nizozemí až do Cášského míru v roce 1748.
Ve Fontenoy je hlavní ulice pojmenována po Mořici Saském (Rue de Maréchal de Saxe), v sousední vesnici Vezon, odkud byl veden útok britské armády, nese jedna ulice název Anglická (Rue des Anglais).
Na pozadí bitvy u Fontenoy se odehrává příběh populárního fiktivního dobrodruha Fanfána Tulipána, který byl několikrát zfilmován. Nejslavnější filmová verze je z roku 1952 s Gérardem Philipem v titulní roli. Ve filmu se objevují i někteří skuteční aktéři bitvy, kromě Ludvíka XV. například francouzský vrchní velitel jezdectva generál d'Estrées.